# 豆部
豆部（）は、漢字を部首により分類したグループの一つ。
康熙字典214部首では151番目に置かれる（7画の5番目、酉集の5番目）。

## 概要
豆部には「豆」を筆画の一部として持つ漢字を分類している。
単独の「豆」字は、古代における食物を盛る容器の一種で、柄のある足で支えられ、上部が円形である高坏（たかつき）を意味する。また仮借により、食用されるマメ科植物の種子あるいは果実の総称であるマメの意味も持つ。先秦時代において豆類食物は「菽」と呼ばれたが、漢代以降、次第に「豆」が使われるようになった。
字源としては、「豆」字は高坏を描いた象形文字である。
「豆」は意符としては「豌」のように豆類に関する文字に含まれる。なお「豐 (豊)」という文字に含まれる「豆」は太鼓の象形である「壴」の一部分であり、高坏や豆類を意味する「豆」とは関係がない。

## 部首の通称
- 日本：まめ、まめへん
- 中国：豆字旁

## 部首字
豆
- 中古音
  - 広韻 - 徒候切、候韻、去声
  - 詩韻 - 宥韻、去声
  - 三十六字母 - 定母
- 現代音
  - 普通話 - ピンイン：dòu 注音：ㄉㄡˋ ウェード式：tou4
  - 広東語 - Jyutping:dau6 イェール式:dau6
- 日本語 - 音：トウ（漢音）・ズ（ヅ）（呉音） 訓：まめ
- 朝鮮語 - 音：두(du) 訓：콩（kong、まめ）、제기（jegi、祭器）

## 例字
- 豆
  - 3:豈、8:豌・豎（竪）、11豐（豊6）

### 最大画数
𧰥